# Fondation Phi pour l'art contemporain

La Fondation Phi pour l’art contemporain (parfois stylisé comme Fondation PHI; connu sous le nom de la DHC/ART Fondation jusqu'en avril 2019) est une fondation québécoise dédiée à la présentation d'œuvres d'art contemporain à Montréal. Les expositions — individuelles ou collectives — se tiennent dans une galerie dont l'accès est gratuit, grâce au soutien de la fondation.

## Description
La fondation a été créée en 2007 par Phoebe Greenberg, entièrement avec des fonds privés. DHC réfère au nom de sa compagnie de production Diving Horses Creations, inspiré d'un divertissement populaire dans les années 1880 où un cheval plongeait de très haut dans une piscine. La galerie a été aménagée au 451, rue Saint-Jean dans le Vieux-Montréal et offre des salles d'exposition sur quatre étages.
Fondation Phi propose des expositions d'artistes de réputation internationale. Parallèlement aux expositions, des activités d'éducation et de sensibilisation à l'art contemporain sont offertes au public. 
Fondation Phi est membre de la Société des directeurs des musées montréalais.
Parallèlement, Phoebe Greenberg a fondé le Centre PHI dans un immeuble construit en 1861 et situé au 407 de la rue Saint-Pierre. La vocation du Centre est de fournir aux artistes un équipement technologique de pointe et des aires d'exposition, d'animation et de projection.

## Expositions
- 5 octobre 2007 au 6 janvier 2008 : exposition inaugurale, œuvres de Marc Quinn, important représentant de l'art contemporain britannique.
- 22 février 2008 au 25 mai 2008 : Re-constitutions, avec les artistes Nancy Davenport, Stan Douglas, Harun Farocki, Ann Lislegaard, Paul Pfeiffer, Kerry Tribe. L'exposition présente des œuvres qui remettent en scène des films, des spectacles médiatiques, des éléments puisés dans la culture populaire et des moments privés tirés du quotidien.
- 4 juillet 2008 au 19 octobre 2008 : exposition Prenez soin de vous de l'artiste française Sophie Calle où 107 femmes ont été invitées à commenter et à interpréter une lettre de rupture qui se termine par ces mots : « Prenez soin de vous ».
- 30 novembre 2008 au 29 mars 2009 : exposition Replay, plusieurs œuvres vidéo de l'artiste suisse-américain Christian Marclay.
- 21 mai 2009 au 27 septembre 2009 : exposition Particules de réalité, première exposition personnelle au Canada de sculptures et d'installations vidéo de l'artiste israélienne Michal Rovner.
- 16 octobre 2009 au 22 novembre 2009 : exposition Survivre au temps, sélection de documents relatifs à l'œuvre One Year Performances de l'artiste Tehching Hsieh et les films de l'artiste néerlandais Guido van der Werve.
- 29 janvier 2010 au 9 mai 2010 : installations vidéo d'Eija-Liisa Ahtila, cinéaste, photographe et vidéaste finlandaise.
- 30 juin 2010 au 14 novembre 2010 : installations d'art textuel de Jenny Holzer, artiste américaine.
- 16 février 2011 au 16 mai 2011 : œuvres minimalistes et conceptuelles de Ceal Floyer.
- 30 juin 2011 au 13 novembre 2011 : sculptures de l'artiste belge Berlinde De Bruyckere et œuvres figuratives du peintre américain John Currin.
- 19 janvier 2012 au 13 mai 2012 : Chroniques d'une disparition — Omer Fast, Teresa Margolles, Philippe Parreno, Taryn Simon, José Toirac
- 14 juin 2012 au 18 novembre 2012 : première exposition monographique de Ryoji Ikeda, artiste sonore et visuel japonais.
- 19 janvier 2013 au 12 mai 2013 : Animations, films et vidéos de Thomas Demand .

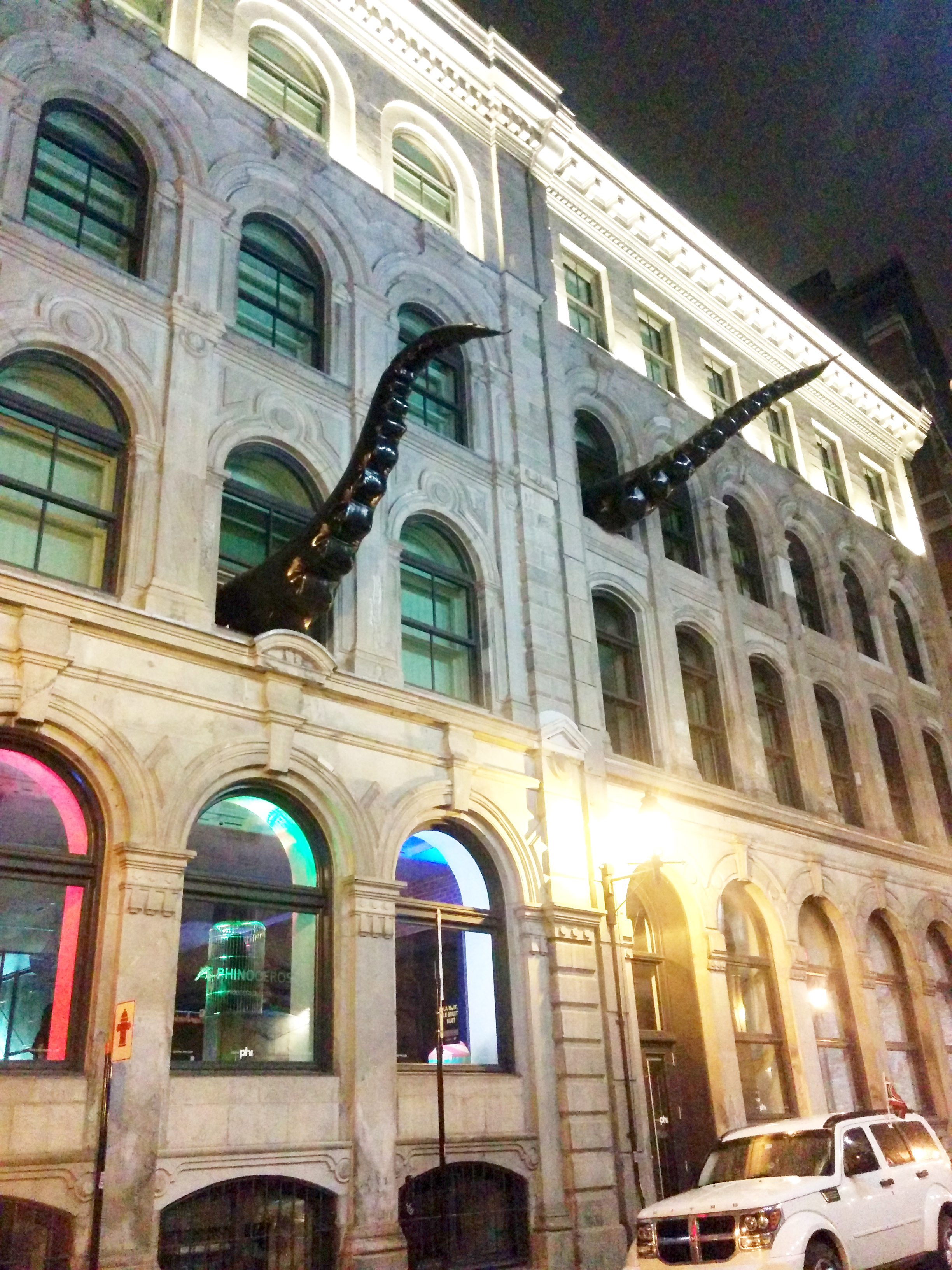
Le Centre PHI, au 315 rue Saint-Paul ouest, lors d'une exposition en 2015.